# Saint-Bardoux
Saint-Bardoux é uma comuna francesa na região administrativa de Auvérnia-Ródano-Alpes, no departamento de Drôme. Estende-se por uma área de 10,63 km². Em 2010 a comuna tinha 632 habitantes (densidade: 59,5 hab./km²).